# سيور (سميرم)
سيور هي قرية في مقاطعة سميرم، إيران. يقدر عدد سكانها بـ 901 نسمة بحسب إحصاء 2016.